# خوسيه ماريا رايموندو
خوسيه ماريا رايموندو (بالإسبانية: José María Raymundo) هو منافس ألعاب قوى غواتيمالي، ولد في 1 سبتمبر 1993.

## وصلات خارجية
- خوسيه ماريا رايموندو على موقع الاتحاد الدولي لألعاب القوى (الإنجليزية)
- خوسيه ماريا رايموندو على موقع أوليمبيديا (الإنجليزية)